# 2waytraffic
2waytraffic es una compañía de producción televisiva basada en Hilversum, Países Bajos. Fue establecida en 2004 por Kees Abrahams, Unico Glorie, Taco Ketelaar, y Henk Keilman, todos ejecutivos anteriores de Endemol.
La compañía expandió significativamente en 2006 con tres adquisiciones, comenzando con Emexus, un proveedor de soluciones móviles, en junio, y luego Intellygents, un desarrollador de contenido, en agosto. Sin embargo, la más notable de las adquisiciones fue en diciembre, cuando compró los derechos de la compañía británica Celador International y su biblioteca de programación, incluyendo la franquicia internacional Who Wants to Be a Millionaire?
El 4 de junio de 2008, la compañía se convirtió en un subsidiario de Sony Pictures Entertainment.
Actualmente tiene oficinas en Londres, Nueva York, Budapest, Estocolmo, y Madrid.

## Compañías de 2waytraffic
Emexus Group es un proveedor de soluciones móviles adquirido por 2waytraffic en junio de 2006, con el nuevo nombre 2waytraffic Mobile. 
Intellygents fue establecido en 2002 por Kirsten van Nieuwenhuijzen y Mark van Berkel, empleados anteriores de Endemol, y fue adquirido por 2waytraffic en agosto de 2006. Es una compañía de desarrollo creativo para entretenimiento inteligente, con tales formatos como That's the Question, Take It or Leave It, The Greatest Royalty Expert, y 50:50, un spin-off de Who Wants to Be a Millionaire?
La más notable de las adquisiciones, 2waytraffic International, Sony Pictures Television (anteriormente Celador International), es el propietario, distribuidor, licenciante, y operador de los formatos de más que 200 concursos, incluyendo Who Wants to Be a Millionaire? en los Estados Unidos, el Reino Unido, Europa Oriental, y  las regiones nórdicas. Después de que SPE adquirió 2waytraffic, el subsidiario internacional se renombró como "2waytraffic International, Sony Pictures Television," con administración de Ed Louwerse.